# Ricardo Abarca
Ricardo Guillermo Abarca Lowman (Morelia, 1º giugno 1986) è un attore e cantante messicano, meglio conosciuto per la sua parte nel gruppo M5 e per il suo personaggio di Diego Mezan con la protagonista Sara Cobo nella serie di MTV, Popland!.
Vive in Colombia, dove ha recitato per uno dei suoi personaggi in Isa TVB, nella seconda stagione della serie accanto a María Gabriela de Faría e Reinaldo Zavarce. Questa stagione è stata girata a Bogotà, e grazie a questo ruolo, ha fatto parte della band con lo stesso nome.
È stato poi protagonista della serie TV Cumbia Ninja prodotta da FOX Telecombia accanto all'attrice Brenda Asnicar. Sua moglie Diana Neira è un'attrice.

## Doppiatori Italiani
Nelle versioni in italiano delle opere in cui ha recitato,Ricardo Abraca è stato doppiato da:
- Massimo Triggiani in Pacto de Silenzio (Cesar Silva)